# Ако Бог ми отнеме живота
Ако Бог ми отнеме живота (на испански: Si Dios me quita la vida) е мексиканска теленовела, режисирана от Хорхе Фонс, Ана Селия Уркиди и Енрике Лисалде и продуцирана от Педро Дамян и Хуан Осорио за Телевиса през 1995 г. Либретото на теленовелата, написано от Мария Саратини и Витория Саратини, е базирано на мексиканската теленовела Лъвицата, създадена от Мариса Гаридо през 1961 г.
В главните роли са Даниела Ромо и Сесар Евора, а в отрицателните - Омар Фиеро, Алма Муриел, Фернандо Балсарети и Бланка Гера. Специално участие вземат първите актьори Енрике Лисалде, Густаво Рохо, Хуан Карлос Коломбо, Адриана Роел, Хулиета Егурола и Марта Офелия Галиндо.

## Сюжет
Мария Санчес Амаро е момиче от богато семейство, възпитано в моралните навици на 20-те години, чийто живот е обвързан с трима мъже - Алфредо, съблазнител, за когото се е омъжила и създава поколение, Енрико, зрял мъж, благороден и закрилник, с когото е сключила втори брак, и Антонио, който я учи на истинската любов.
След като страда от злоупотребите и предателството на Алфредо, Мария е сама с дъщеря си, когато той отива в затвора. Тя продължава напред с красивия си глас, но когато той е освободен, се връща при нея и тормозът продължава. Тогава Мария попада в ръцете на Енрико, завладяна от неговата любов, доброта и закрила, които винаги е търсила.
Антонио е човек, получил защита от Енрико, когато бяга от страната си, обвинен в престъпление, което не е извършил. Енрико не само работи, но и му дава същата привързаност, каквато е дал на собствения си син. Антонио се влюбва лудо в съпругата на мъжа, който най-много уважава, и тя му отвръща, макар че и двамата се опитват да се противопоставят на тази измъчена и невъзможна любов.

## Актьори
Част от актьорския състав:
- Даниела Ромо - Мария Санчес Амаро
- Сесар Евора - Антонио Фоскари
- Енрике Лисалде - Енрико де Марчи
- Омар Фиеро - Алфредо Роман
- Алма Муриел - Ева де Санчес Амаро / Ева де Ернандес
- Рафаел Рохас - Франческо де Марчи
- Адриана Роел - Доня Федора Фоскари
- Хулиета Егурола - Антониета Видал
- Марта Офелия Галиндо - Хилда
- Алонсо Ечанове - Томас Ескивел
- Луис Фелипе Товар - Грегорио Хименес
- Хосе Елиас Морено - Раул Гевара
- Кариме Лосано - Естер Роман Санчес
- Бланка Гера - Вирхиния Ернандес
- Фернандо Балсарети - Сантяго Ернандес
- Густаво Рохо - Дон Хесус Санчес Амаро
- Ампаро Гаридо - Гриселда
- Хорхе Поса - Клаудио
- Хесус Очоа - Леон

## Премиера
Премиерата на Ако Бог ми отнеме живота е на 20 февруари 1995 г. по Canal de las Estrellas. Последният 125. епизод е излъчен на 11 август 1995 г.

## Награди и номинации
- Награди TVyNovelas 1996

| Категория                               | Номиниран      | Резултат  |
| --------------------------------------- | -------------- | --------- |
| Най-добър пръв актьор                   | Енрике Лисалде | Печели    |
| Най-добър актьор във второстепенна роля | Рафаел Рохас   | Номиниран |
| Най-добър декор                         | Сандра Кортес  | Печели    |

## Версии
- Лъвицата (оригинална история), мексиканска теленовела от 1961 г., продуцирана от Ернесто Алонсо за Telesistema Mexicano, с участието на Ампаро Ривейес.
- Белязана жена, мексиканска теленовела от 1979 г., продуцирана от Ернесто Алонсо за Телевиса, с участието на Саша Монтенегро.
- Лъвицата, бразилска теленовела, продуцирана от бразилския канал SBT, с участието на Мария Естела.